# Hecatera dysodea
Hecatera dysodea là một loài bướm đêm thuộc họ Noctuoidea. Nó được tìm thấy ở châu Âu, primarily ở Trung Âu và Nam Âu và từ Algérie và Maroc tới Turkestan. Đây là một loài du nhập ở Bắc Mỹ, nơi nó được phát hiện lần đầu ở Utah năm 1998 và ở Oregon năm 2005.

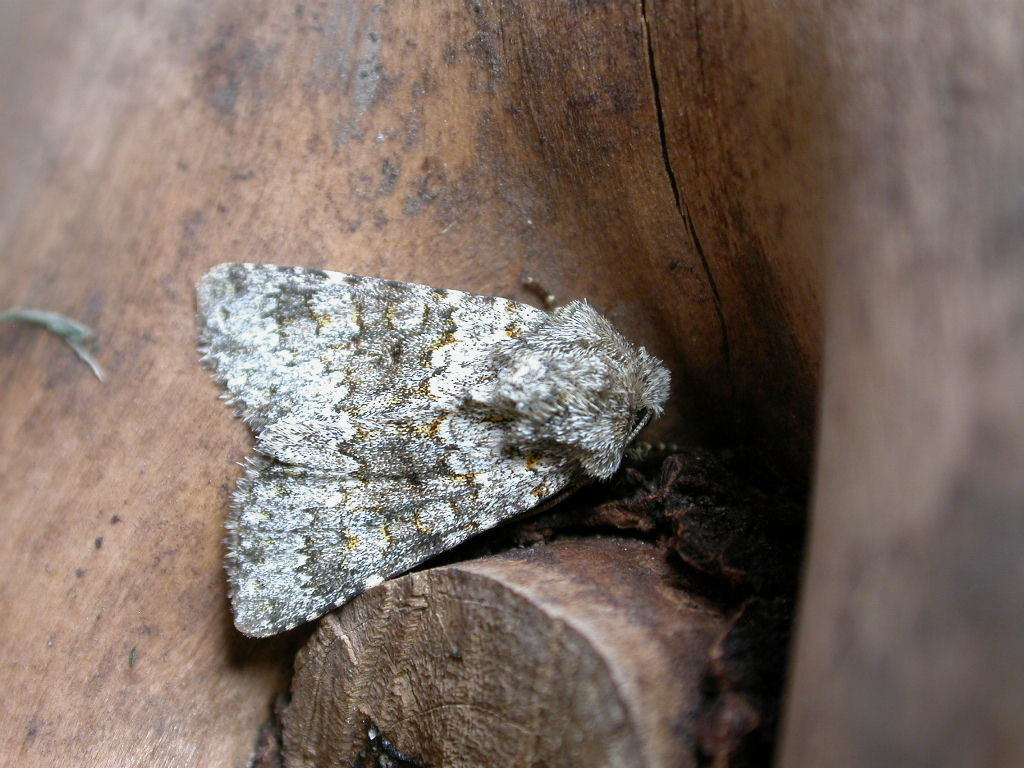

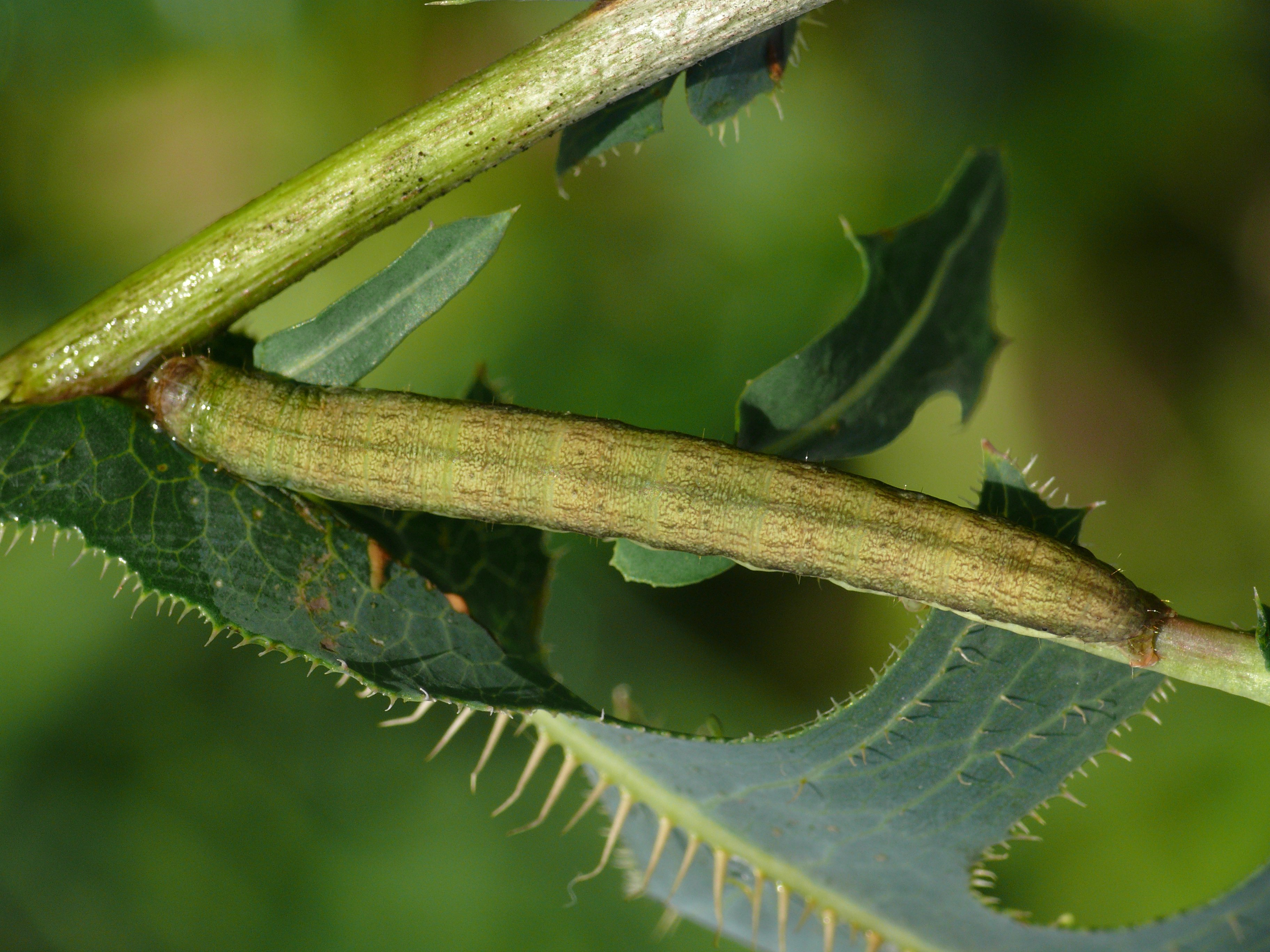
Ấu trùng

Sải cánh dài 32–34 mm. Chiều dài cánh trước là 14–15 mm. Con trưởng thành bay làm một đợt từ tháng 5 đến giữa tháng 8.
Ấu trùng ăn hoa và hạt của loài Compositae, đặc biệt là loài Lactuca.

## Hình ảnh

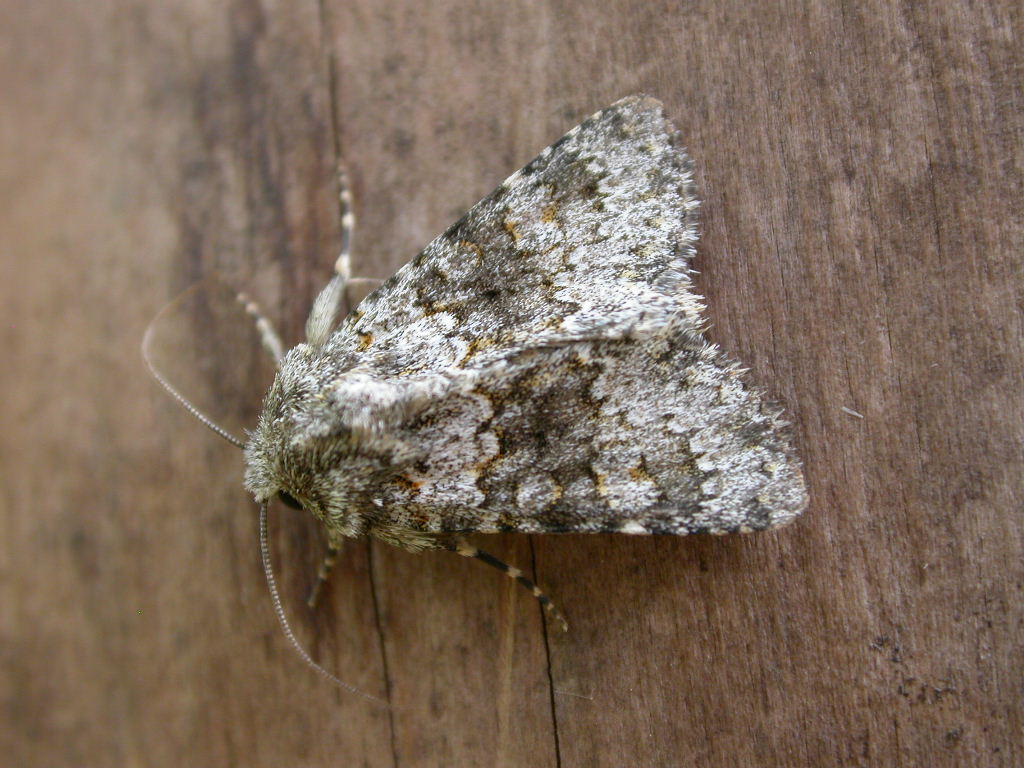
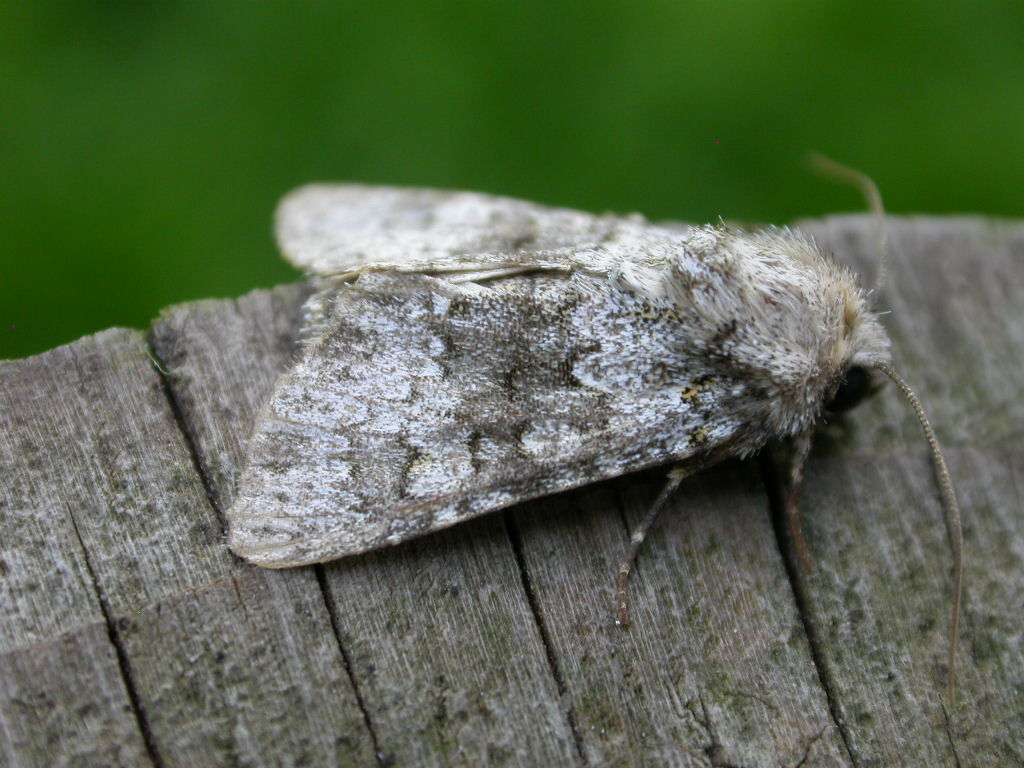
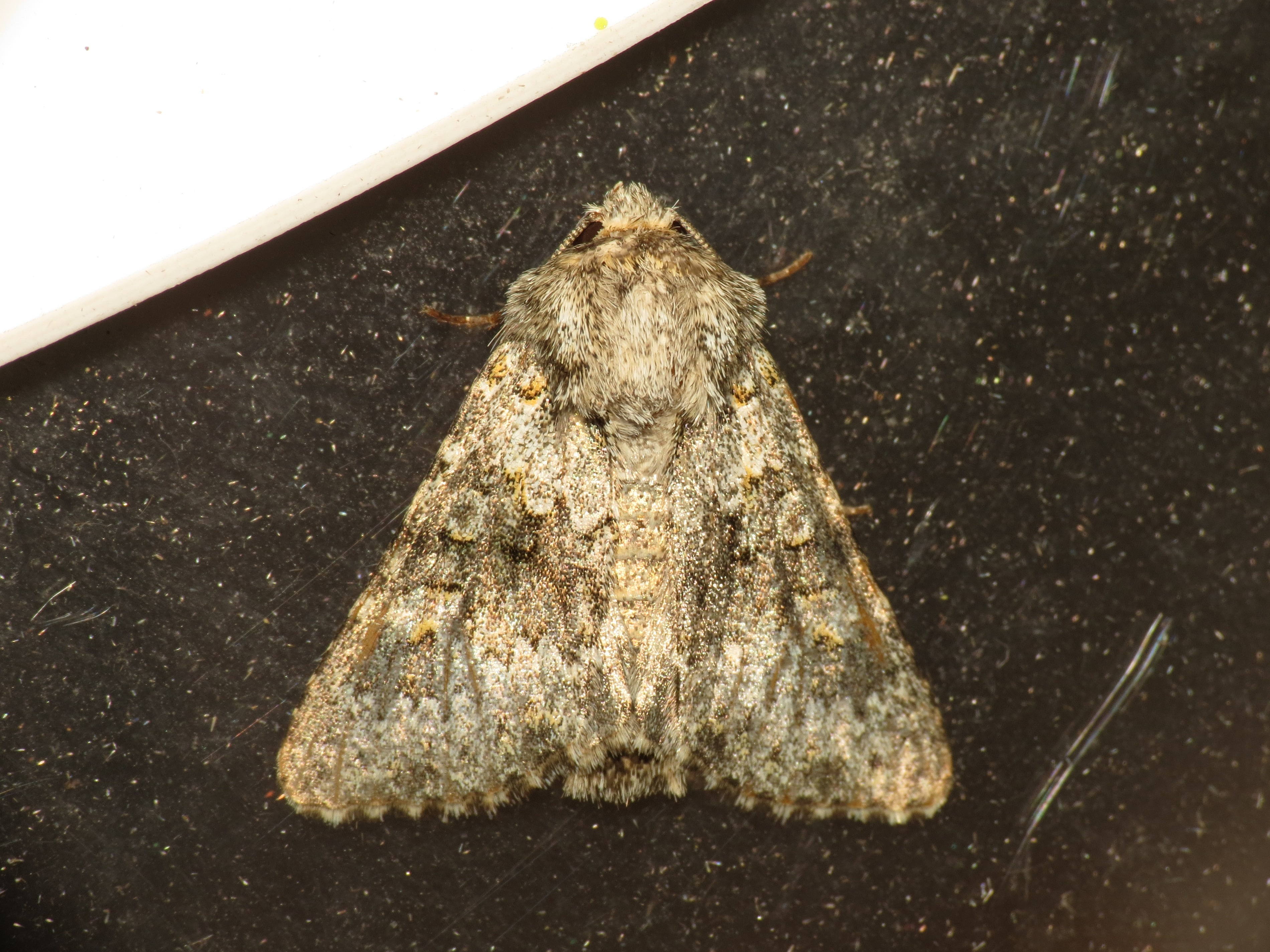
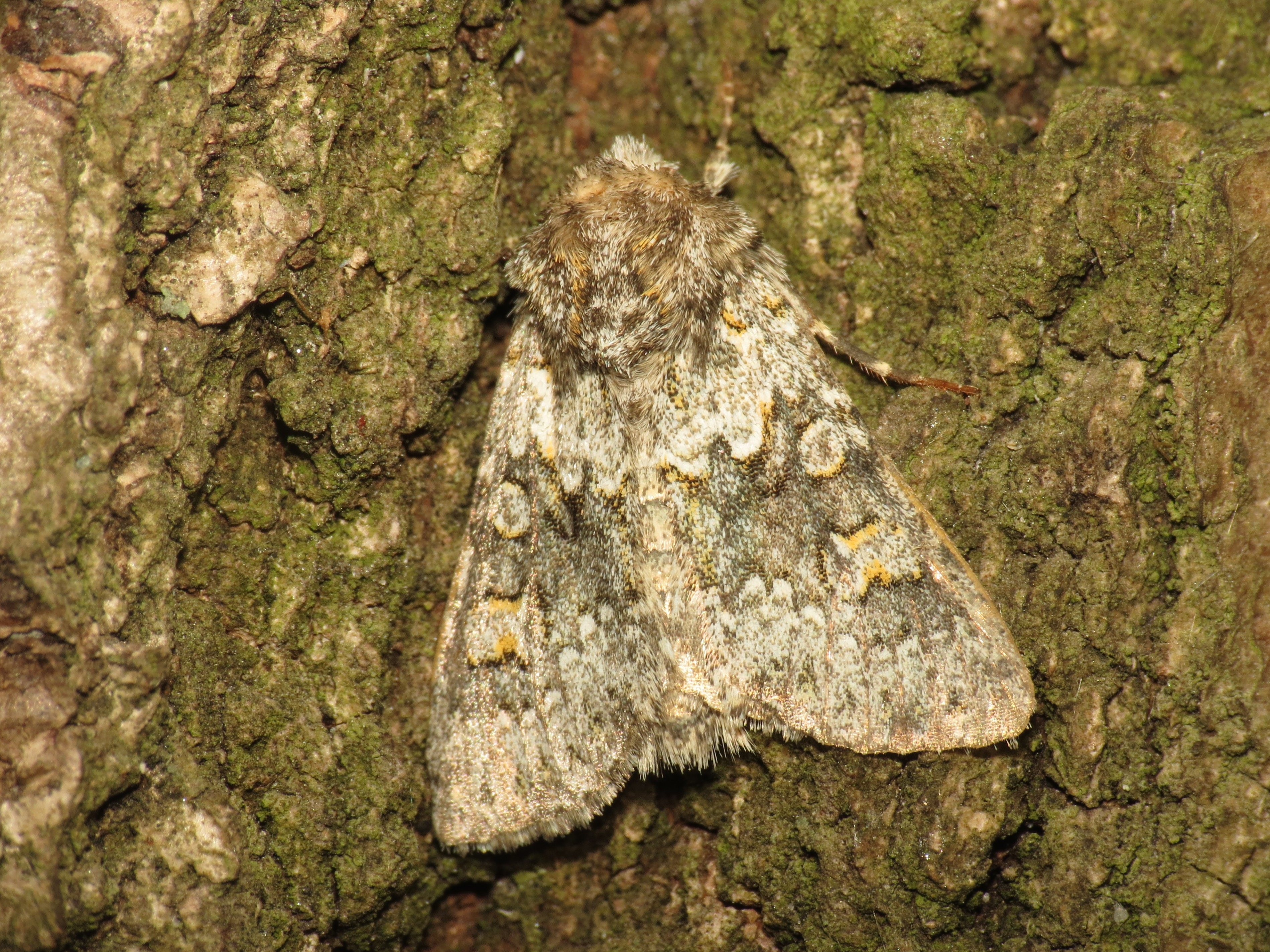

## Subpspecies
Có hai phụ loài được công nhận:
- Hecatera dysodea dysodea
- Hecatera dysodea nebulosa